# Unión General de Trabajadores
A União Geral dos Trabalhadores (Unión General de Trabajadores em espanhol), UGT, é um sindicato operário espanhol. Fundada em 1888, compartilha origem histórica com o Partido Socialista Operário Espanhol (PSOE) evoluindo desde o clássico marxismo para uma orientação socialdemocrata.
 

## História
A UGT foi fundada por Pablo Iglesias Posse em Barcelona a 12 de Agosto de 1888, coincidindo com a celebração da Exposição Universal de Barcelona de 1888, que empregara milheiros de pessoas em tarefas de construção, trabalhando em duras condições que os conscientizara da necessidade de se organizarem para defender os seus interesses. A UGT nasceu em íntima relação com o socialismo marxista apesar do seu apoliticismo estatutário.
 
Até o seu XIV Congresso de 1920 não assumiu a luta de classes como princípio básico da ação ugetista, embora nunca chegasse a estabelecer um órgão misto de conexão institucional com o Partido Socialista Operário Espanhol (PSOE), o sindicato esteve relacionado com o partido desde o seu nascimento, já que até a década de 1980 a sindicação à UGT supunha a afiliação ao PSOE e vice-versa.
No período da I Guerra Mundial produziram-se táticas de aproximação e unidade de ação com os anarcossindicalistas da Confederação Nacional do Trabalho (CNT) e os comunistas, interrompidas bruscamente com o advento da ditadura de Primo de Rivera, quando a CNT se opôs ao golpe de estado, sendo portanto proibida pela ditadura, enquanto a UGT amostrava uma atitude de maior passividade que lhe permitiu continuar funcionando.
Durante a época da II República, a crescente influência da UGT, que rebordou o milhão de afiliados, foi aproveitada pela ala mais radical representada por Largo Caballero para apoiar a greve revolucionária, a qual terminou numa insurreição armada contra o Governo republicano, a revolução de 1934, e cujo desenvolvimento violento seria o prelúdio da posterior Guerra Civil durante a qual profundaram as fissuras internas e provocaram a saída de Largo Caballero da Secretaria-Geral em 1937.
Após o exílio derivado da vitória franquista, as atividades da central passaram à clandestinidade durante a ditadura, e ao seu ressurgimento no quadro da transição democrática, com Comissões Operárias (CCOO), constituindo-se como as opções com maior afiliação na Espanha democrática.
Convocou junto a CCOO as greves gerais de 1988, 1992, 1994 e 2002, atingindo também a segunda posição como central sindical em número de delegados.
Seu secretário-geral foi da Transição até 1994 o histórico sindicalista Nicolás Redondo, sendo substituído por Cándido Méndez, reelegido em 1995, 1998, 2002 e 2005.
Em 1994 teve de hipotecar  todo o seu patrimônio num crédito do ICO por causa da assunção da totalidade da dívida gerada pela sua cooperativa de moradias PSV após a sua quebra, que afetou mais de 6.000 cooperativistas. Posteriormente, UGT seria eximida de toda responsabilidade penal pelo Tribunal Supremo.

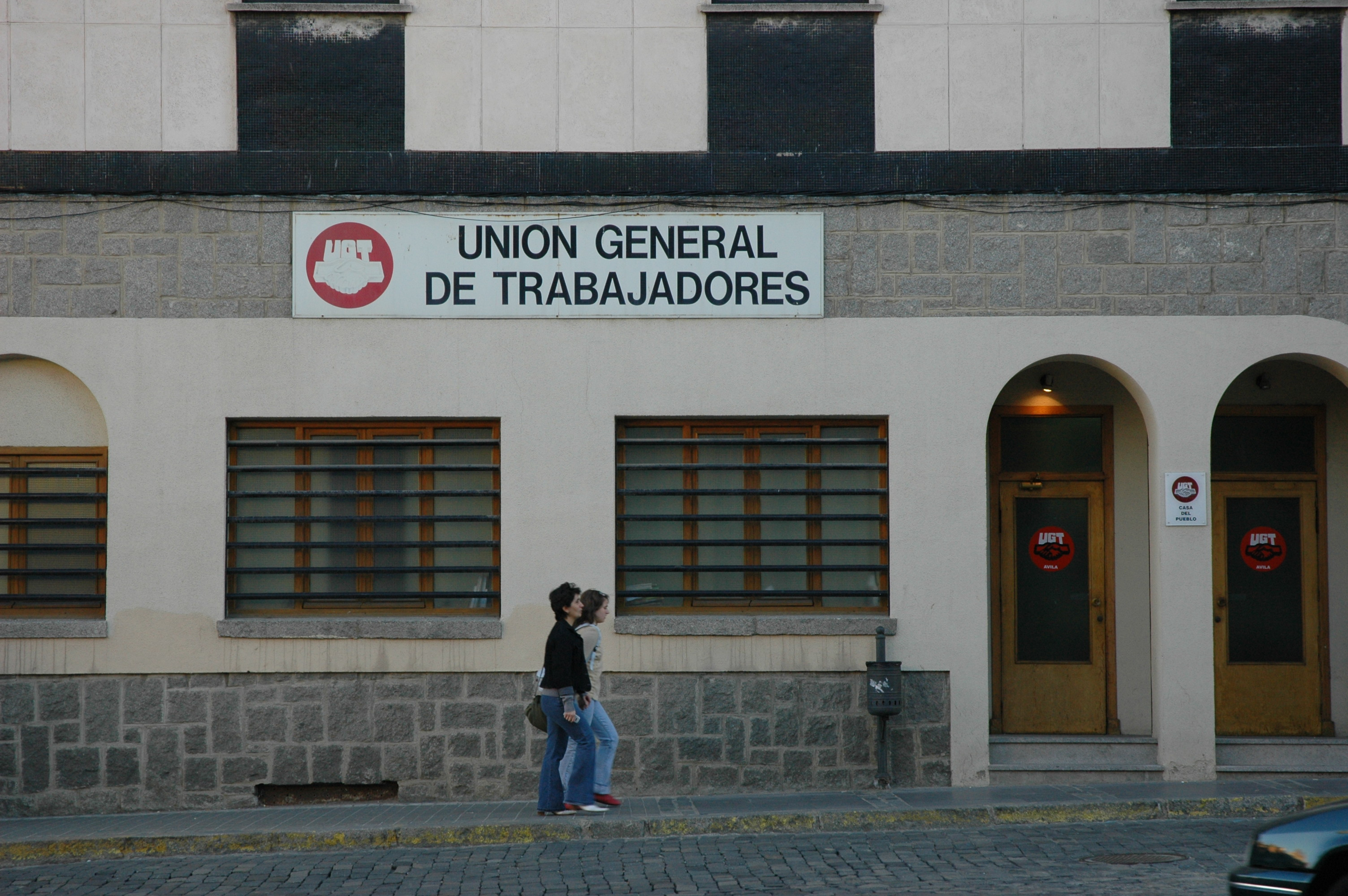
Sede da UGT em Ávila (Espanha).

Em 2005, o governo de José Luis Rodríguez Zapatero continuou a devolução do patrimônio sindical apoderado durante e depois da Guerra Civil aos sindicatos UGT e CNT. De alguns coletivos sociais e meios de comunicação, qualificou-se esta devolução como uma amostra de favoritismo para a UGT, pois em 1936 a afiliação na central anarcossindicalista era superior à do outro sindicato e o governo devolveu esse ano à CNT quatro milhões de euros, enquanto devolvia à UGT uma quantidade muito maior. Pelo seu lado, em meios conservadores ABC destacava-se que o dinheiro (151,3 milhões de euros) que a 25 de Novembro se acordou entregar a UGT, se correspondia quase exatamente com os 148,44 milhões de euros que devia entregar para saldar a sua dívida com o Instituto do Crédito Oficial (ICO), consistente no capital e os interesses do empréstimo solicitado, para solucionar a crise da PSV (Promotora Social de Vivendas). Esquerda Unida votou contra desta medida. CC.OO. também protestou por não ter sido consultado. Antonio Gutiérrez, ex secretário geral de Comissões, absteve-se, quebrando a disciplina de voto.
 

## Orientação e organização
A UGT define-se como "uma instituição eminentemente de trabalhadores, organizados por grupos afins de ofícios e profissões liberais que, para se manterem em sólida conexão, respeita a mais ampla liberdade de pensamento e tática dos seus componentes contanto que estes tendam à transformação da sociedade, para a estabelecer sobre bases de justiça social, de igualdade e de solidariedade."
Desde a sua legalização como organização sindical em 1977, UGT está estruturada como uma organização de caráter confederal, integrada por uniões territoriais, federações e uniões estatais.
A UGT dispõe de vários órgãos confederais eleitos pelo Congresso Confederal, encarregues de aplicar as políticas do sindicato e velar pelo correto funcionamento da organização.
A Comissão Executiva Confederal é a direção do sindicato. Após o último congresso confederal, em 2005, a composição da CEC é a seguinte:
 
- Secretaria geral: Cándido Méndez.
- Secretaria de organização e comunicação: José Javier Cubillo.
- Tesouraria: Antonio Retamino.
- Secretaria de ação sindical: Antonio Ferrer.
- Secretaria de igualdade: Almudena Fontecha.
- Secretaria de emprego e proteção social: Xesús Pérez Martínez.
- Secretaria de saúde laboral e meio ambiente: Dolors Hernández.
- Secretaria de coordenação da negociação coletiva: Josefa Solá.
- Secretaria de formação sindical e ação cultural: Blanca Uruñuela.
- Secretaria de coordenação de políticas territoriais e formação para o emprego: Teresa Muñoz.
- Secretaria de juventude trabalhadora: Pilar Duce.
- Secretarias executivas: Manuel Bonmatí e Ángel Fernández Íñiguez.

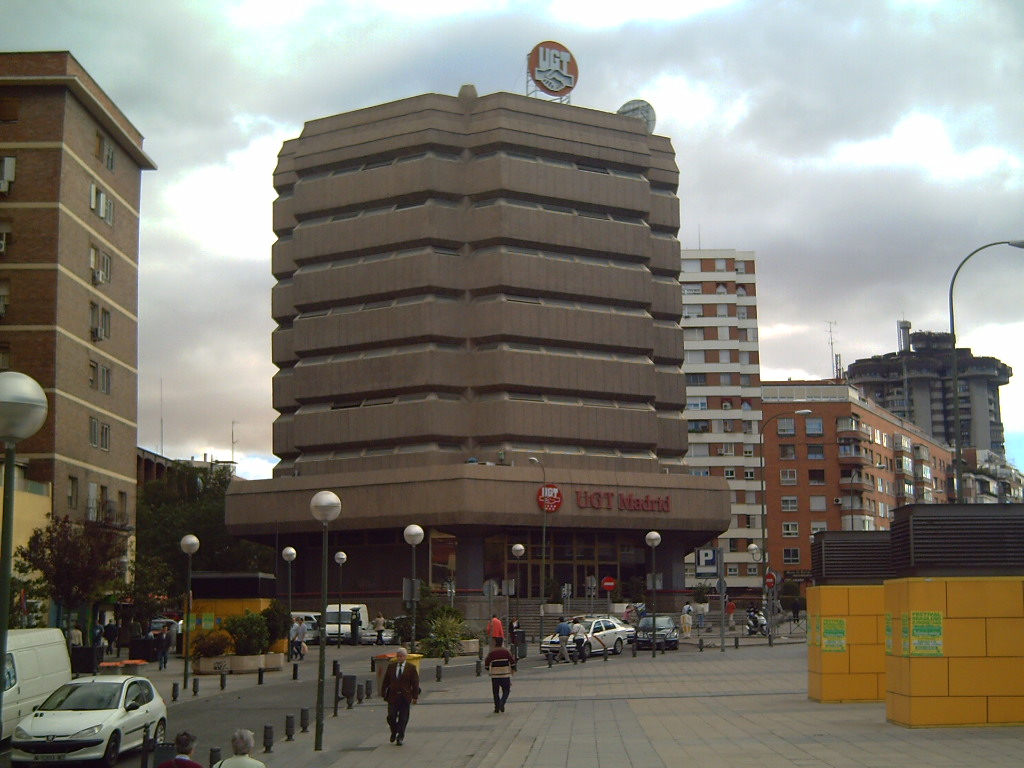
Sede da UGT na Avenida de América, Madrid..

O Comitê Confederal reúne a direção da CEC com os líderes das diferentes uniões territoriais, federações e uniões estatais do sindicato.
Outros órgãos confederais são a Comissão de Garantias e a Comissão de Controlo Econômico.
 

### Uniões territoriais, federações e uniões estatais
As Uniões Territoriais ajustam-se ao mapa autonômico espanhol, havendo tantas uniões como autonomias e cidades autônomas.
As Federações e Uniões Estatais são mais antigas, respondem à agrupação por ofícios e são as seguintes:
- Metal, Construção e Afins (MCA).
- Federação de Transportes, Comunicações e Mar (TCM).
- Federação de Comércio, Hotelaria-Turismo e Jogo (FCHTJ).
- Federação de Serviços Públicos (FSP).
- União de Aposentados, Pensionistas e Pré-Aposentados (UJP).
- Federação Agroalimentar (FTA).
- Federação de Indústrias Afines (FIA).
- Federação de Trabalhadores do Ensino (FETE).
- Federação de Serviços (FeS).
- União de Trabalhadores por Conta Própria (UTCP). A UTCP não é um organismo de UGT senão que agrupa à UPA, União de Pequenos Agricultores, e à UPTA, União de Profissionais e Trabalhadores Autônomos, organismos estes últimos que agem autonomamente embora se agrupem para efeito de calcular a sua representatividade dentro do sindicato e acudam aos congressos de UGT unificados na UTCP.
- União de Pequenos Agricultores e Ganadeiros (UPA).
- União de Profissionais e Trabalhadores Autônomos (UPTA).
- Federação Nacional de Trabalhadores da Terra (FNTT)

### Outros órgãos
- Fundação Francisco Largo Caballero

## Congressos da UGT
- Congresso Fundacional (Barcelona, Agosto 1888). Antonio García Quejido é eleito presidente do novo sindicato socialista, denominado Unión General de Trabajadores de España ("União Geral de Trabalhadores da Espanha") por sugestão de Pablo Iglesias Posse.
- II Congresso (Vilanova i la Geltrú, 1890). Garcia Quejido é reelegido presidente.
- III Congresso (Málaga, 1892). Garcia Quejido abando-a a presidência do sindicato, sendo substituído por Josep Comaposada i Gili.
- IV Congresso (Madrid, 1894). Garcia Quejido reincorpora-se à direção, como secretário. É eleito presidente Basilio Martín Rodríguez.
- V Congresso (Valência, 1896). Luis Zurdo Olivares é eleito presidente da UGT; Garcia Quejido é reelegido secretário com Toribio Reoyo.
- VI Congresso (Madrid, 1899). Acorda-se o translado do Comitê Nacional do sindicato de Barcelona para Madrid. Zurdo é substituído por Pablo Iglesias Posse, que ostentará a presidência da UGT até a sua morte; Garcia Quejido mantém-se na secretaria e Francisco Largo Caballero incorpora-se à direção sindical como tesoureiro.
- VII Congresso (Madrid, 1902). Garcia Quejido e Largo Caballero são eleitos secretário e vice-secretário geral, respectivamente.
- VIII Congresso (Madrid, 1905).
- IX Congresso (Madrid, 1908).
- X Congresso (Madrid, 1911). A UGT substitui os seus Sindicatos de Ofícios por Sindicatos de Indústrias, o que melhora a capacidade reivindicativa do sindicato.
- XI Congresso (Madrid, 1914).
- XII Congresso (Madrid, 1916). Aprova-se o pacto com a CNT.
- XIII Congresso (Madrid, 1918).
- XIV Congresso (Madrid, 1920). Quebra o acordo com a CNT.
- XV Congresso (Madrid, 1922).
- XVI Congresso (Madrid, 1928).
- XVII Congresso (Madrid, 1932). Largo Caballero derrota Besteiro e alça-se com o liderado da UGT, implicando a partir de então ao sindicato amplamente na dinâmica política.
- I Congresso no exílio (Toulouse, 1944).
- II Congresso no exílio (Toulouse, 1946).
- III Congresso no exílio (Toulouse, 1949).
- IV Congresso no exílio (Toulouse, 1951).
- V Congresso no exílio (Toulouse, 1953).
- XI Congresso no exílio (Toulouse, 1971). Vitória das teses do setor renovador do interior sobre as do exílio. Nicolás Redondo é eleito secretário político do sindicato.
- XII Congresso no exílio (Toulouse, 1973). Redondo é reelegido no seu posto.
- XXX Congresso Confederal (Madrid, Abril de 1976): À unidade sindical pela liberdade. Recupera-se a figura de secretário geral, denominada secretário político de 1971.
- Congresso Extraordinário de Unificação UGT-USO (Madrid, Dezembro de 1977): O socialismo é a nossa união.
- XXXI Congresso Confederal (Madrid, Maio de 1978): E a luta sindical continua.
- XXXII Congresso Confederal (Madrid, Abril de 1980): Um sindicalismo para todos.
- XXXIII Congresso Confederal (Madrid, Junho de 1983): Desde o poder sindical à solidariedade.
- XXXIV Congresso Confederal (Madrid, Abril de 1986): O sindicato para uma nova sociedade.
- XXXV Congresso Confederal (Madrid, Abril de 1990): UGT, o sindicato.
- XXXVI Congresso Confederal (Madrid, Abril de 1994): Seguimos fazendo o sindicato, hoje. Cándido Méndez substitui a Nicolás Redondo à frente da secretaria geral do sindicato.
- Congresso Extraordinário (Madrid, Abril de 1995). Méndez é reelegido secretário geral de UGT.
- XXXVII Congresso Confederal (Madrid, Março de 1998): Emprego e solidariedade. UGT, pelas 35 horas. Méndez é reelegido líder do sindicato.
- XXXVIII Congresso Confederal (Madrid, Março de 2002): A tua força, a União. Nossa força, a igualdade.
- XXXIX Congresso Confederal (Madrid, Junho de 2005): Trabalho e progresso. Mobilizando-nos pelos câmbios. Cándido Méndez revalida o seu quarto mandato à frente da central sindical.